# Bambola di carne (film 1995)
Bambola di carne è un film del 1995 diretto da Andrew White (pseudonimo di Andrea Bianchi).
Il soggetto è tratto da un'opera di Oscar Wilde.

## Riprese
Le riprese del film si sono svolte a Sperlonga (Latina) e a Milano.

## Distribuzione
Il film è stato distribuito in diversi Paesi con date e titoli differenti:
- Turchia, 8 settembre 1995 Zevk noktasi
- Cile Muñeca de carne